# Knoppix
Knoppix es una distribución de GNU/Linux creada por Klaus Knopper. Está basada en Debian y actualmente por defecto utiliza LXDE como entorno de escritorio, aunque en el menú de arranque se puede especificar otro tipo de interfaz gráfica a usar (Gnome, IceWM, ...).

## LiveCD
Está basado fundamentalmente en Debian GNU/Linux, y en LXDE, usa la paquetería estable de Debian, más paquetes que no se consideran en su momento estables o con otras modificaciones propias (por ejemplo para autodetección de hardware).

## Posibilidades
- Utilizar las herramientas incluidas para restaurar un sistema corrupto o sus datos perdidos.
- Ejecutar como cortafuegos, enrutador, servidor de archivos, DHCP, Web, Base de datos, equipo de escritorio, servidor de dominio, FTP, LDAP, informática forense, clusters, HPC, robótica, etc,...
- Bootstrapping de una instalación a Debian.

## Características
- Probablemente la distribución más compatible de Linux con hardware basado en Intel. Esto es: si no corren varios linux probados en x hardware, prueba con Knoppix, por su avanzado sistema de detección de hardware.
- Es muy compatible con software que no corre en otras plataformas, por ejemplo Compiz (en el 2013).
- No está pensado para instalarse en disco duro, sino para correr directamente desde CD-ROM o DVD, aunque puede llegar a instalarse en disco duro o memoria USB.

## Instalar programas adicionales
Knoppix lleva un conjunto predeterminado de programas. Además de la tradicional instalación de programas mencionada anteriormente (paquetería Debian), existe una manera fácil de añadir algunos más usando clic. El usuario tiene que ir a un sitio web y puede instalar programas con tan sólo hacer un clic. El sistema contiene las instrucciones que hace que Knoppix cree un único archivo grande que contiene todo lo necesario para ejecutar el programa.

## Distribuciones basadas Knoppix
- Distribuciones basadas en Knoppix

Cronología de Knoppix Linux y proyectos relacionados hasta 2012.

- Adriane Knoppix es una distribución descontinuada orientada específicamente a personas con discapacidad visual, comandado principalmente por voz.[1] Adriane Knoppix es el nombre de detrás de «Adriane Knopper», la esposa de Klaus Knopper, el desarrollador de Knoppix. Adriane tiene impedimentos visuales, y ha estado asistiendo a Klaus en el desarrollo del software.[2]
- Morphix, una distribución modular discontinuada orientada a ser un kit de construcción de LiveCDs.[3]
- Paipix, una distribución desarrollada en el Departamento de Física de la Facultad de Ciencias de la Universidad de Lisboa, orientada a la ciencia y tecnología mediante la inclusión de paquetes para esos estudios.
- Gnoppix, una distribución desarrollada por Andreas Mueller que fue anunciada el año 2003, usa el entorno de escritorio Gnome por defecto. Después de muchos años de interrupción de su desarrollo ha sido relanzada el año 2021.
- eduKnoppix, una distribución discontinuada de origen italiana desarrollada para profesores y estudiantes.[4] Entre el software educativo incluido destacan software de matemáticas y geometría como Octave, Kig, Kalzium y GeoGebra, además de las típicas herramientas de un entorno de escritorio estándar.
- ClusterKnoppix es una distribución basada en Knoppix y que utiliza Linux Terminal Server Project  y openMosix. Es una vía conveniente para probar configuraciones en cluster de computadores cluster.
- Damn Small Linux es una distribución basada en Knoppix pensada para computadoras con recursos limitados y de tamaño pequeño (50MB).
- Quantian es un CD tipo Knoppix dirigido hacia la ciencia, basado en clusterKnoppix.
- GIS Knoppix[5] es una distribución basada en Knoppix centrada en el software GIS. Entre otras herramientas GIS incluye GRASS, MapServer, PostgreSQL, MySQL, QGIS, JUMP y MapLab.

- Knoppix STD (security tools distribution) es una distribución a medida de Knoppix que se centra en las herramientas de seguridad informática. Incluye herramientas licenciadas con GPL en las siguientes categorías: autenticación, rotura de contraseñas, cifrado, forenses, firewalls, tarros de miel, detección de intrusiones, utilidades de red, pruebas de penetración, servidores, sniffer de paquetes y ensambladores, evaluaciones de seguridad y herramientas inalámbricas.
- Kurumin es una distribución basada en Knoppix que se fija en un mini-CD. Incluye aplicaciones estándares de escritorio, documentación y un e-book que sirve de introducción a Linux para los usuarios.
- Comunix fue un proyecto de la Intendencia Departamental de Canelones (Uruguay) pensado y lanzado en 2009 para migrar las computadoras de sus oficinas en dicho departamento desde Windows XP, a tal punto que con el propósito de hacerlo adaptable al usuario contó con una estética muy similar a dicho sistema. Se desconoce el estado actual de esta distribución.

## Versiones

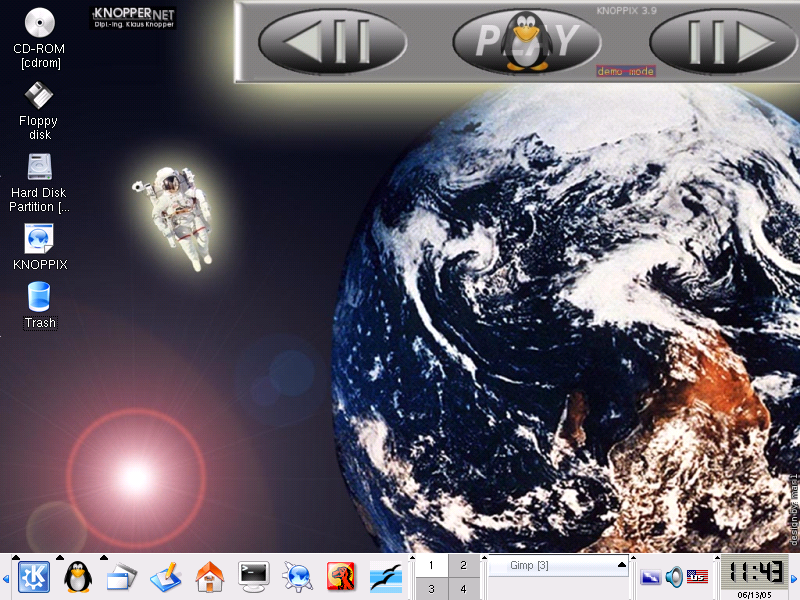
Captura del escritorio de Knoppix 3.9.

Desde la versión 4.0 hay dos ediciones: una en DVD y otra en CD.
La última versión disponible para descarga es la 9.2.0 estable.